# Piridin
Piridin(C5H5N) je aromatski heterociklički spoj baznoga karaktera.

## Osobine
Piridin je bezbojna tekućina karakteristična oštra mirisa, koja vri na 115 °C. Dobro se miješa s vodom i alkoholom.
Kao većina viših amina posjeduje neugodan miris i vrlo je otrovan. Znatno je slabija baza od alifatskih tercijalnih amina, ali jača od anilina.
Piridin je tipičan tercijalni amin, koji ima šesteročlani prsten. Piridinski prsten osnova je nekih važnih prirodnih spojeva (vitamin B6, nikotinamid-adenin-dinukleotid).
Dušikov atom ima sobodan elektronski par te je spoj stoga nukleofilan, dakle baza. Podliježe reakcijama elektrofilne supstitucije. Važan je za ljudski organizam jer je jedan od njegovih derivata nikotinska kiselina, koja spada u B-kompleks vitamina, te se iz nje izvodi nikotinamid koji je važna građevna jedinica NAD+ i NADP+, koenzima koji sudjeluje u mnogim reakcijama u ljudskom organizmu (CLK, oksidativna dekarboksilacija piruvata, stanično disanje) kao prijenosnik i donor vodika.

## Dobivanje
Bio izoliran prvi puta 1851.g. iz koštanog ulja, a zatim iz katrana kamenog ugljena 1854.g. Sve do oko 1950.g. bio je katran kamenog ugljena jedini komercijalni izvor, iako piridina ima u njemu manje od 0,1%.

Danas se sintetizira od acetilena i amonijaka.
Piridin redukcijom s natrijem i alkoholom daje heksahidroderivat poznat pod nazivom piperidin.

## Upotreba
Piridin i njegovi alkilni homolozi (piridinske baze) služe kao jako dobro otapalo za anorganske soli i organske spojeve i kemikalije, za proizvodnju bojila, nikotinske kiseline, lijekova, sredstava protiv štetnika, za denaturaciju špirita i dr.